# Denkmalgeschützte Objekte in Graz
In Graz bestehen 892 denkmalgeschützte Objekte. Die unten angeführte Liste führt zu den Listen der einzelnen Stadtteile und gibt die Anzahl der Objekte an.
| Gemeindeliste    | Objektanzahl |
| ---------------- | ------------ |
| I. Innere Stadt  | 305          |
| II. St. Leonhard | 62           |
| III. Geidorf     | 117          |
| IV. Lend         | 74           |
| V. Gries         | 78           |
| VI. Jakomini     | 54           |
| VII. Liebenau    | 19           |
| VIII. St. Peter  | 17           |
| IX. Waltendorf   | 11           |
| X. Ries          | 12           |
| XI. Mariatrost   | 32           |
| XII. Andritz     | 19           |
| XIII. Gösting    | 13           |
| XIV. Eggenberg   | 30           |
| XV. Wetzelsdorf  | 15           |
| XVI. Straßgang   | 29           |
| XVII. Puntigam   | 5            |